# Челік (Никшич)
«Че́лік» (чорн. FK Čelik Nikšić, ФК Челик Никшић) — чорногорський футбольний клуб з Никшича. Заснований 1957 року. Розформований 2019 року.

## Історія
У 2006 році розпочав виступи у Другій лізі незалежного чемпіонату Чорногорії. Значного прогресу команда досягла у сезоні 2011-12, коли здобула Кубок країни та право виступу у Першій лізі.
Перед сезоном 2014-2015 Футбольний союз Чорногорії через скрутний фінансовий стан команди заборонив їй участь у Першій та Другій лігах чемпіонату Чорногорії.
| Сезон   | Ліга               | Місце |
| ------- | ------------------ | ----- |
| 2006-07 | Друга ліга         | 10    |
| 2007-08 | Друга ліга         | 2     |
| 2008-09 | Друга ліга         | 10    |
| 2009-10 | Друга ліга         | 8     |
| 2010-11 | Друга ліга         | 8     |
| 2011-12 | Друга ліга         | 1     |
| 2012-13 | Перша ліга         | 3     |
| 2013-14 | Перша ліга         | 3     |
| 2014-15 | Третя ліга (Центр) |       |
| 2015-16 | Третя ліга (Центр) | 1     |

## Єврокубки
| Сезон   | Змагання         | Раунд     | Країна               | Клуб               | Вдома | В гостях |
| ------- | ---------------- | --------- | -------------------- | ------------------ | ----- | -------- |
| 2012-13 | Ліга Європи УЄФА | 1-й квал. | Боснія і Герцеговина | Борац (Баня-Лука)  | 1-1   | 2-2      |
| 2012-13 | Ліга Європи УЄФА | 2-й квал. | Україна              | Металург (Донецьк) | 2-4   | 0-7      |
| 2013-14 | Ліга Європи УЄФА | 1-й квал. | Угорщина             | Гонвед             | 1-4   | 0-9      |
| 2014-15 | Ліга Європи УЄФА | 1-й квал. | Словенія             | Копер              | 0-5   | 0-4      |

## Досягнення
- Кубок Чорногорії
  - Володар: 2011-12
  - Фіналіст: 2012-13